# Paradoxo da informação de Arrow
O Paradoxo da informação de Arrow (abreviadamente, paradoxo da informação ou AIP), ocasionalmente referido como paradoxo de divulgação de Arrow, é assim nomeado em homenagem a Kenneth Arrow, economista americano e vencedor conjunto do Prêmio Nobel de Economia com John Hicks, é um problema que as empresas enfrentam quando gerenciam propriedade intelectual através de seus limites. Isso acontece quando essas empresas buscam tecnologias externas para seus negócios ou mercados externos para suas próprias tecnologias. Esse paradoxo tem implicações para o valor da tecnologia e das inovações, bem como seu desenvolvimento por mais de uma empresa e para as necessidades e limitações da proteção de patentes. 
A teoria do paradoxo da informação de Arrow foi exposta em um artigo de 1962. O professor da Escola de Direito de Cornell, Oskar Liivak, escreveu em um documento para uma conferência na Universidade de Stanford que o artigo de Arrow tem sido um dos pilares teóricos da teoria de patentes baseada em incentivos, já que o trabalho de Arrow descarta uma solução estritamente baseada no mercado.

Um princípio fundamental do paradoxo é que o cliente, ou seja, o potencial comprador das informações que descrevem uma tecnologia (ou outras informações com algum valor, como fatos), quer conhecer a tecnologia e o que ela faz com detalhes suficientes para entender sua capacidades ou ter informações sobre os fatos ou produtos para decidir se deve ou não comprá-los. Uma vez que o cliente tenha esse conhecimento detalhado, no entanto, o vendedor transferiu a tecnologia para o cliente sem nenhuma compensação. Isso tem sido argumentado para mostrar a necessidade de proteção de patentes.
Se o comprador confiar no vendedor, ou estiver protegido por contrato, ele só precisará saber os resultados que a tecnologia fornecerá, além de quaisquer advertências para seu uso em um determinado contexto. Um problema é que os vendedores mentem, eles podem estar enganados, um ou ambos os lados negligenciam as consequências colaterais para uso em um determinado contexto, ou algum fator desconhecido afeta o resultado real. 
Discussões sobre o valor dos direitos de patente levaram em conta o paradoxo da informação de Arrow em suas avaliações. A teoria tem sido a base de muitos estudos econômicos posteriores. Estas incluem teorias de que a inovação pré patente pode ser realizada apenas por uma única empresa.  